# Maghreb Arabe Presse
Maghreb Arabe Presse, MAP (àrab: وكالة المغرب العربي للأنباء, Wakāla al-Maḡrib al-ʿArabī li-l-Anbāʾ), és una agència de notícies oficial del Marroc.

## Història i perfil
L'agència va ser fundada el 31 de maig de 1959 per Mehdi Bennouna a Rabat. Va ser nacionalitzada en 1973.
El director és Mohammed Khabbachi, i té la seu a Rabat. L'agència compta amb serveis internacionals oficials en cinc idiomes: àrab, anglès, francès, castellà i tamazight. El 1960, l'agència va llançar el butlletí africà. Es va posar en marxa el servei d'Orient Mitjà, així com el servei anglès el 14 d'octubre de 1975.
Abdeljalil Fenjiro va servir com a director de l'agència durant més de vint anys fins al 16 de novembre de 1999, quan Mohamed Yassine Mansouri el va substituir en el càrrec.
A més de proporcionar notícies, l'agència ha co-fundat una carta nacional per a la millora de la imatge de la dona en els mitjans de comunicació amb el Ministeri de Desenvolupament Social i Família i Solidaritat i el Ministeri de la Comunicació i Cultura en 2005.

## Sucursals internacionals
L'agència té sucursals internacionals a Abidjan, Alger, Bonn, Beirut, El Caire, Dakar, Ginebra, Jeddah, Lisboa, Madrid, ciutat de Mèxic, Mont-real, Moscou, Nova Delhi, Nouakchott, París, Roma, Tunis i Washington. A més, l'agència té una gran xarxa a Àsia.

## Oficines nacionals i regionals
L'agència té oficines nacionals i regionals a Agadir, Casablanca, Tànger, Dakhla, Fes, Kenitra, El Aaiún, Nador, Oujda i Settat.

## Corresponsals
L'agència té corresponsals a Abu Dhabi, Addis Ababa, Ankara, Baghdad, Buenos Aires, Beijing, Caracas, Damasc, El Jadida, Essaouira, Màlaga, Marsella, ciutat de Mèxic, Nova Delhi, Ouarzazate, Pretòria, Tan-Tan, Taza (Marroc), Teheran, Tetuan i Trípoli.

## Directors
- Mehdi Bennouna
- Abdeljalil Fenjiro
- Mohamed Yassine Mansouri de 1999 -2003.
- Mohammed Khabbachi de 2003 -2009.
- Ali Bouzerda des del 9 de gener de 2009.[7]